# Liriomyza intonsa
Liriomyza intonsa este o specie de muște din genul Liriomyza, familia Agromyzidae, descrisă de Spencer în anul 1976.
Este endemică în Denmark. Conform Catalogue of Life specia Liriomyza intonsa nu are subspecii cunoscute.